# Sinophorus curvatus
Sinophorus curvatus är en stekelart som beskrevs av Sanborne 1984. Sinophorus curvatus ingår i släktet Sinophorus och familjen brokparasitsteklar. Inga underarter finns listade i Catalogue of Life.